# Pyxine eschweileri
Pyxine eschweileri är en lavart som först beskrevs av Edward Tuckerman, och fick sitt nu gällande namn av Vain. Pyxine eschweileri ingår i släktet Pyxine och familjen Physciaceae.   Inga underarter finns listade i Catalogue of Life.